# TharnType: The Series
TharnType : The Series est un Thai BL mettant en scène les acteurs Kanawut Traipipattanapong (Gulf) et Suppasit Jongcheveevat (Mew). Il s’agit de l’adaptation du roman web populaire TharnType Story เกลียดนักมาเป็นที่รักกันซะดีๆ (eng. TharnType’s Story : Hate You, Love You More) par MAME (Orawan Vichayawannakul) L’histoire parle d’un étudiant homophobe et de son colocataire homosexuel dont les tensions sont constantes mais qui vont peu à peu s’ouvrir l’un à l’autre, transformant leur haine mutuelle en affection.
La série est réalisée par Bundi Sintanaparadee (Tee) et produite par Me Mind Y. Elle a été diffusée pour la première fois en Thaïlande sur One 31 du 7 octobre 2019 au 6 janvier 2020 puis rediffusée sur LINE TV. Un épisode spécial nommé TharnType Special, Our Final Love a été projeté le 19 janvier 2020 au Siam Pavalai Grand Theatre.

## Synopsis
Type Thiwat (Kanawut Traipipattanapong), un jeune footballeur impulsif mais avenant, entre en première année à l'université. Pour ses débuts dans les études supérieures, il décide de quitter sa ville natale et d'intégrer le dortoir de l'école.
Il est amené à partager sa chambre avec un autre première année, Tharn Kirigun (Suppasit Jongcheveevat). Batteur talentueux étudiant la musique, Tharn s'avère sociable et gentil.
De prime abord, Tharn et Type semblent faits pour s'entendre. Mais lorsque le meilleur ami de Type, Techno (Suttinut Uengtrakul), découvre l’orientation sexuelle de Tharn, cette révélation remet en question leur collocation : si Type fait preuve d'une homophobie viscérale, Tharn est gay...
Quand Techno en informe Type, ce dernier rentre dans une colère noire et est prêt à tout pour pousser Tharn à quitter les lieux, quitte à saccager ses affaires. Le jeune batteur va lutter contre cette haine et refuser de céder face aux attaques.
Pourtant, une nouvelle change la donne. Tharn apprend le passé de Type et, dès lors, leur relation va connaître une évolution inattendue…

## Casting et personnages[1]

### Personnages principaux
- Kanawut Traipipattanapong (Gulf) : Type Thiwat Phawattakun
- Suppasit Jongcheveevat (Mew) : Tharn Thara Kirigun

### Personnages secondaires
- Suttinut Uengtrakul (Mild) : Techno
- Kittipat Kaewcharoen (Kaownah) : Lhong
- Natthad Kunakornkiat (Hiter) : Tum
- Parinya Angsanan (Kokliang) : Tar
- Napat Sinnakuan (Boat) : champion
- Thanayut Thakoonauttaya (Tong) : Thorn
- Tanawin Duangnate (Mawin) : Khlui
- Kantheephop Sirorattanaphanit (Run) : Seo
- Wasin Panunaporn (Kenji) : Technic
- Pongkorn Wongkrittiyarat (Kaprao) : Khom
- Pattarabut Kiennukul (AA) : San
- Siwapohn Langkapin (Eye) : Puifai
- Suppapong Udomkaewkanjana (Saint) : Pete
- Phiravich Attachitsataporn (Mean) : Tin
- Siwat Jumlongkul (Mark) : Kengkla

## Média d'origine
Le roman TharnType Story เกลียดนักมาเป็นที่รักกันซะดีๆ est publié pour la première fois en ligne, le 2 décembre 2014, sur la plateforme Dek-D.com destinée aux auteurs.
Si l’histoire est un spinoff de l’histoire précédente de MAME My Accendental Love is You, les évènements de TharnType Story prennent placent trois ans avant cette dernière.
Le roman a été publié en version physique en 2016, compilant soixante-deux chapitres en deux livres. Une suite de 22 chapitres à propos de la vie de couple de Tharn et Type après sept ans en un livre physique suivant les deux premiers.
Pour ce qui est de 2020, TharnType Story est noté sur 216% sur la page officielle Dek-D avec un total de 3.8 millions de vues.